# Euphaea ameeka
Euphaea ameeka – gatunek ważki z rodziny Euphaeidae.